# 9. граховска лака пјешадијска бригада
Девета граховска лака пјешадијска бригада је била пјешадијска јединица Војске Републике Српске, у саставу Другог крајишког корпуса. Зона одговорности ове јединице је била територија општине Грахово, која је у периоду Одбрамбено-отаџбинског рата била у саставу Републике Српске.

## Састав и наоружање
Бригада је формирана 25. маја 1992. обједињавањем два батаљона Територијалне одбране. Материјално-техничка средства је добила од Kнинског корпуса ЈНА и Територијалне одбране општине, а попуњена је мештанима општине Грахово и девет српских села доњег Ливањског поља општине Ливно. Командно мјесто бригаде налазило се у селу Црни Луг (Грахово).
У њеном саставу била је: команда, команда стана, извиђачки вод, вод везе, вод војне полиције, два лака пешадијска батаљона, тенковска чета, мешовити артиљеријски дивизион (батерија МБ 120 мм и батерија хаубица 105 мм), инжењеријска чета, батерија противваздушне одбране, противоклопна чета и позадинска чета. Због недовољног људског потенцијала општине Грахово (8.336 становника по попису из 1991), предвиђено је формирање 3. пешадијског батаљона који би био попуњен са територије суседних општина, што никад није реализовано из сличних разлога у суседним општинама.
Од наоружања већег калибра, бригада је у свом саставу имала: шест тенкова, четири самоходна противоклопна оруђа 76 мм, шест противоклопних оруђа 76 мм — ЗИС, четири бестрзајна топа 82 мм, три лансера противоклопних ракета 9 К 11, шест минобацача 120 мм, шест хаубица 105 мм, шест противавионских топова 20/3 мм.
Команданти бригаде били су: пуковник Милан Павловић (првих мјесец дана), потпуковник Гојко Иветић (јун-децембар 1992), пуковник Симеун Деспенић (1993), потпуковник Слободан Шабић (1993-1994), потпуковник Милорад Вулин (1994), потпуковник Божидар Ракић (1995).

## Ратни пут
Девета граховска пјешадијска бригада је након формирања обезбјеђивала је правце који из ширег рејона Ливна, преко Динаре, Старетине и Ливањског поља, излазе у Граховско поље и шири рејон Грахова.
Бригада је учествовала у борбеним дејствима и изван своје зоне одбране, пружајући помоћ јединицама на другим деловима фронта РС: на сарајевском ратишту 1993. и 1994. и у рејону Возуће код Завидовића. Један батаљон из састава бригаде учествовао је у противудару снага ВРС на Бихаћ од 31. октобра до 29. новембра 1994. Нападао је у саставу Тактичке групе 9 — општим правцем село Липа — село Горјевац — Рипач — Бихаћ.
У нападу војске Републике Хрватске на зону одбране 9. граховске бригаде ВРС, 29. новембра 1994, бригада је претрпјела губитке од којих се није опоравила до краја рата.
У децембру 1994. године током оружане акције хрватске војске, под називом „Зима-94” бригада се повукла са положаја на планини Динари, првенствено са врхова Велики Соколац и Троглав. 5. јуна 1995, током хрватске операције „Скок 2”, као резултат фронталног напада и повлачења јединице која је контролисала подручје Петровца, то јест 3. петровачке лаке пјешадијске бригаде, 9. граховска бригада је заузела врхове Динаре, западно од Црног Луга и сам Црни Луг, а наставила да контролише и само Ливањско поље.
Током јуна мјесеца 1995. године граховска бригада, због све учесталијих напада хрватске војске губи положаје на планинама Мали и Велики Шатор у операцијама Скок 1 и Скок 2. Дана 27. јула, као резултат уласка непријатеља у зону одговорности бригаде у хрватској операцији „Лето 95”, команда бригаде је била приморана да напусти већи дио положаја. 28. јула се ситуација погоршава због недостатка артиљеријске муниције, што је довело до даљег повлачење бригаде. У данима који су услиједили крајем јула и почетком августа 1995. године, борбе се преносе на подручје општине Дрвар.
У завршним операцијама њене борбене могућности биле су еквивалента једног батаљона. Учествовала је у одбрани западних граница Републике Српске од 28. јула до 14. септембра 1995. на Шатору, селу Тичево, у одбрани Дрвара на правцу Луњевача — Оштрељ током хрватског напада у операцији Маестрал. После повлачења из зоне одбране 14. септембра 1995. и консолидације на Мањачи, крај рата је дочекала у рејону Санског Моста.

## Губици
У току рата погинуло је 186 припадника бригаде.

## Послератни период
Општина Грахово је као једна од општина Републике Српске, престала да постоји потписивањем Дејтонског мировног споразума, па је и 9. пјешадијска бригада, изгубивши зону одговорности укинута.